# Севернокорејски култ личности
Севернокорејски култ личности који окружује његову владајућу породицу, породицу Ким, постоји у Северној Кореји деценијама и може се наћи у многим примерима културе Северне Кореје. Иако нису признате од стране севернокорејске владе, многи дезертери и западни посетитељи наводе да често постоје строге казне за оне који критикују или не показују "одговарајуће" поштовање режима. Култ личности почео је убрзо након што је Ким Ил-сунг дошао на власт 1948. године, и био је увелико проширен након његове смрти 1994. године.
Култ је такође обележен интензитетом осећања људи и преданости њиховим лидерима, и кључној улози конфуцијанизоване идеологије фамилизма, како у одржавању култа, тако иу одржавању самог режима. Севернокорејски култ личности је велики део севернокорејског социјализма и тоталитаризма.

## Позадина
Према Сух Дае-сооку, култ личности који окружује породицу Ким захтева потпуну оданост и потчињавање породици Ким и успоставља земљу као диктатуру једног човека кроз наредне генерације. Устав Северне Кореје из 1972. укључује идеје Ким Ил-сунга као јединог водећег принципа државе и његових активности као једине културне баштине народа. Према New Focus International -у, култ личности, посебно око Ким Ил-сунг-а, био је пресудан за легитимизацију наследства породице, а Парк Ионг-соо је у Australian Journal of International Affairs рекао да је "престиж Сурионг [врховни вођа] је добио највиши приоритет у односу на све остало у Сјеверној Кореји ".
Ким Ил-сунг развио је политичку идеологију Џуче идеја, која се генерално схвата као ослањање на сопствене снаге, и даље се развијала између 1950-их и 1970-их. Џуче је постала главни водич свих облика мишљења, образовања, културе и живота широм нације  док Ким Јонг-ил није увео Сонгун (војно-прву) политику, која увећава филозофију Џуче  и има велики утицај на националне економске политике.
На четвртој партијској конференцији одржаној у априлу 2012. године, Ким Џонг-ун је даље дефинисао Џуче као свеобухватну мисао о Ким Ил-сунг-у, коју је развио и продубио Ким Џонг-ил, па је назвао „Kimilsungism-Kimjongilism" и то је била једина водећа идеја партије.
Према извештају компаније New Focus International из 2013. године, две велике корејске новинске публикације (Rodong Sinmun and the Korean Central News Agency)) месечно објављују око 300 чланака у вези са "култом Ким". У извештају се даље наводи да се са смрћу Ким Јонг-ил-а, просјечни грађанин Сјеверне Кореје умара од огромне количине пропаганде која окружује Кимс. Daily NK је такође објавио 2015. да је млађа генерација више заинтересована за спољашњи свет и да је влади тешко осигурати лојалност генерације "јангмаданг" (тржиште) и промовисати идолизацију Ким Јонг-ун.
Севернокорејска влада тврди да не постоји култ личности, већ истинско обожавање хероја.

## Ким Ил Сунг
Култ личности Ким Ил Сунг-а је широко распрострањен међу људима. И даље постоји истинска наклоњеност према Ким-Ил-Сунг-у, разлог томе је манипулација владе која је спровођена у политичке сврхе.
Зачетак култа почиње 1979 са појавом првих споменика Ким-Ил-Сунг-а. Пун развој поштовања личности Ким-Ил-Сунг-а почиње после чистке 1953. 1967 године Ким-Јонг-Ил је именован у одељењу за државну пропганду и информисање где се усресредио на развој култа личности његовог оца. Било је то време када је реч Suryong (велики лидер или врховни вођа) ушао у употребу. Ким-Ил-Сунг је почео себе звати врховни вођа још 1949.
Хванг-јанг-јоп један од највећих севернокорејских издајника тврди да је држава потпуно уређена читавом идеологијом "Великог вође" . Он такође тврди да током процеса дестаљинизације у СССР када је Стаљинов култ личности демантован 1950. неки севернокорејски студенти који су студирали у СССР почели су да критикују растући култ личнпсти Ким-Ил-Сунг-а. Када су се вратили кући били су предмет интензивне истраге која је трајала месецима "они који су били најмање сумњиви били су убијани у тајности".
Према званичним биографијама, Ким Ил-сунг је дошао из дуге лозе лидера и званична севернокорејска модерна историја се фокусира на његов живот и дела. Признато му је да је готово једном руком поразио Јапанце на крају окупације Кореје (игноришући совјетске и америчке напоре)  и поновном изградњом нације након Корејског рата. Током свог живота добио је титулу поштовања као што су "Сунце", "Велики председник", "Небески вођа" и многе друге, као и награде као што је "Златна медаља двоструког хероја". Ове титуле и награде су често биле самосталне и пракса би се понављала од стране његовог сина. Корејска централна новинска агенција (званична владина новинска агенција) непрестано је извештавала о насловима и уоченој наклоности Ким Ил-сунг од стране светских лидера, укључујући Мао Зедонга из Кине, Фидела Кастра из Кубе и Џимија Картера из Сједињених Америчких Држава.
Све главне публикације (новине, уџбеници итд.) су укључивале цитати од Ким Ил-сунг. Поред тога, његово име мора бити написано као једна реч у једном реду, не може се поделити на два дела ако постоји прелом странице или линија текста понестаје прелазимо у други ред (на пример: Ким Ил-сунг, а не Ким Ил -... сунг).
Деца из Северне Кореје учила су у школи да су сва храна и одећа коју су добили јесте од "милости великог вође". Веће основне школе у земљи имају простор за предавања која се посебно баве Ким Ил-сунгом (познат као Ким Ил Сунгов истраживачки центар). Ове собе су добро одржаване и изграђене су од висококвалитетних материјала и имају макету његовог родног места у Мангионгдае-гуиоку. Величина његових слика које су красиле јавне зграде регулисана је тако да буде пропорционална величини зграде на којој се налазе. Његово место рођења је такође постало место ходочашћа.
Канг Чол-хван је писао о свом детињству у Северној Кореји:
Током детињства у мојим очима као и у очима мојих пријатеља, Ким Ил-сунг и Ким Јонг-ил били су савршена бића, неокаљана било којом основном људском фикцијом. Био сам убеђен, као и сви ми, да ниједно од њих није уринирало или вршило велику нужду. Ко би могао да замисли такве ствари богова?
У својим мемоарима, Ким Ил-сунг говори о анегдоти у којој је његов отац и деда дали разлог за ову светлу презентацију лидерима Северне Кореје својим следбеницима. У мемоарима пише да је као млади ученик, отац Ким Ил-Сунг често одлазио да донесе вино једном од својих учитеља, који су често пили, све док једног дана његов отац није видео како пијани учитељ пада лицем у канал. То је довело до конфронтације у којој је млади ученик осрамотио срамотног учитеља да се потпуно одрекне вина. Деда Ким Ил-сунг налази моралну поуку ове приче:
Став мог деде је гласио овако: Ако ученици често завирују у приватни живот свог учитеља, они губе страх од њега; наставник мора ученицима дати чврсто уверење да њихов учитељ не једе нити мокри; тек тада може да задржи свој ауторитет у школи; тако да наставник треба да постави основу и живи иза таквог живота.
Биографиста Дае-Соок Сух: Величина хвалисања често се граничи са фанатизмом. Његова фотографија је приказана испред националне заставе и националног грба; песма маршала Ким Ил-сунг игра се испред националне химне; по њему је названа најбоља институција високог образовања; по њему је названа и највиша партијска школа; а ту су и песме, есеји, приче, па чак и цвет по њему.
Кимилсунгиа је орхидеја названа по Ким Ил-сунгу од стране индонезијског бившег председника Сукарна. Име је добио по њему 1965. године током посете Богор ботаничком врту. Према говору Ким Јонг-ила из 2005. године, Сукарно и директорка врта су желели да тај цвет именују након Ким Ил-сунга. Ким Ил-сунг је одбио, али је Сукарно је инсистирао, "Не. Ви сте учинили велику услугу човечанству, тако да заслужујете велику част." .
Када је Ким Ил Сунг умро 1994. године, Ким Јонг-ил прогласио је национални период жалости за три године. Они који су нађени да крше правила о жалости (као што је опијање) су били кажњени. Након његове смрти он је назван "Вечни председник". Године 1998. национални устав је промењен због овога. Када је његов отац умро, Ким Џонг-ил увелико је проширио култ личности нације.
Године 1997. уведен је систем датирања "Јуцхе Ера", који почиње рођењем Ким Ил-сунг (15. април 1912.) као прва година, и замењује грегоријански календар. Тако би 2019. година одговарала била 108. одина (не постоји година 0).
Дана 8. јула 2014. године обележена је 20. годишњица смрти Ким Ил-сунг. Севернокорејске власти прогласиле су период од десет дана жалости који је трајао од 1. јула до 10. јула. Годишњица је укључивала предавања, студијске сесије, локалне хорове итд., А деца и радници су били мобилисани да учествују у различитим догађајима. Према становнику Хиесана, "данас људи имају проблема ... јер се догађаји везани за пролазак Суриеонг-а одвијају сваког дана у Демократској женској унији и на радним местима подједнако". Ипак, становник је рекао: "Нико се не жали на то, можда зато што је од прочишћења Јанг Сонг-таека прошле године, ако сте изабрали борбу, она ће вас само одвући".

## Ким Џонг-ил
У складу са модерним митологијама које прожимају верзију историје Северне Кореје, која се сматра кључном за култ личности и политичке контроле, наводи се да је Ким Јонг-ил рођен на планини Паекту у тајној бази свог оца у 1942. (он је заправо рођен 941 у Совјетском Савезу) и да је његово рођење најавила ластавица, проузроковала промену зиме у пролеће, а звезда је осветлила небо, и спонтано се појавила дупла дуга.
Ове тврдње, као и оне које окружују његовог оца, су апокрифне и настављају се читавог његовог живота.
Почевши од почетка 1970-их, Ким Ил-сунг почео је размишљати о питању сукцесије, иако је у почетку било потајно, али до 1975. године Ким Џонг-ил се помињао као "партијски центар", или у вези са својим оцем са референцама на "наш велики suryong (врховни вођа) и „партијски центар”. Године 1977. прва потврда имена Ким Џонг-ил-а објављена је у књижици која је означила млађег Ким као јединог наследника Ким Ил-сунг-а, да је био лојални слуга свога оца и да је наследио врлине његовог оца, и да сви чланови странке треба да обећају своју лојалност Ким Џонг-ил-у. Они су такође били позвани да подрже његов апсолутни ауторитет и да га безусловно слушају.
Пре 1996. године, Ким Џонг-ил је забранио постављање својих кипова и обесхрабрене портрете. Међутим, 1996. године, школе су морале изградити засебну просторију за предавања која су се бавила Ким Џонг-илом познатим као Ким Џонг-ил Истраживачки Институти. Они укључују модел његовог родног места. Постоји око 40.000 "истраживачких института" (укупно укључују и Ким Ил-Сунг и Ким Џонг-ил) широм земље.
Између 1973. и 2012. године, Џонг-ил је сакупио најмање 54 наслова, од којих је већина имала мало тога да уради или ништа са стварним политичким или војним достигнућима јер он никада није имао никакву војну обуку. Његов најчешћи назив је био "Драги вођa".
Током свог живота, влада је издала бројне пропагандне извештаје о великим достигнућима које је постигао Ким Џонг-ил, као да је могао да хода и прича пре шест месеци. Севернокорејски лист Родонг Синмун је изјавио да је "неидентификовани француски модни стручњак" рекао о Кимовој моди, "Ким Џонг-ил мод, који се сада шири експедитивно широм света, је нешто без преседана у светској историји"  и могао је да контролише време на основу његовог расположења. Корејска централна новинска агенција је, између осталог, известила да је, према исказима очевидаца, "природа и небо развиле тако мистериозну екстазу у прослави рођендана Ким Џонг Ил".
У спомен на 46. рођендан Ким Џонг-ил, јапански ботаничар Камо Мототеру узгајао је нову вишегодишњу бегонију под називом "Кимјонгилиа" (дословно, "цвет Ким Јонг-ил").

#### Након његове смрти
Након његове смрти 17. децембра 2011. године, Корејска централна новинска агенција (КЦНА) саопштила је да су слојеви леда пукли са незапамћено јаком пукотином на језеру Цхон на планини Паекту, а снијежна олуја са јаким вјетром погодила је то подручје. Политички документ његовог сина, Ким Џонг-ун, покушао је да учврсти свог оца као "Вечнога Генералног Секретара наше Партије". Многи су виђени како плачу током 100-дневног периода жалости, што је типично за Корејски конфучијанско друштво, и аналитичари у Корејском институту за национално уједињење, утврдило је да је велики део јавне туге која је забележена током периода жалости био прави израз туге. Ипак, новинар са Запада је довео у питање искреност приказа туге.
Слично као и период жалости Ким Ил-сунг, појединци који нису поштовали прописа о тромјесечном жаловању или су сматрани неискренима у својој жалости били су подвргнути казни, ау неким случајевима били су кажњивани смрћу . Значајан пример тога је наводна смрт Ким Чола и других високих званичника. Међутим, у случају Чола, постављене су сумње у вези са кредибилитетом првобитног рачуна са Спољном политиком у којем се наводи да се приче о насилној смрти севернокорејских елита обично "претерују" и посматрају верзију догађаја који су проширили јужнокорејски медији вероватно на основу "трача".
Неколико великих бронзаних статуа подигнуто је уз статуе Ким Ил-сунг. Међу њима је и статуа Ким Јонг-ил-а и Ким Ил-сунг, сваки на коњу (први велики споменик изграђен након смрти Ким Јонг-ил)  и 23-метарски (75- висока статуа у Мансудае, Пјонгјанг. Влада је такође заменила статуе Ким Ил-сунг са ажурираним верзијама заједно са новим статутима Ким Јонг-ил поред оних његовог оца у свакој покрајинској престоници и другим местима.
Након његове смрти направљене су бројне комеморативне марке и кованице, а на странама планина урезане су слогане у част његове 70. годишњице рођења.

## Ким Џонг-ун
Ким Џонг-ун, унук оснивача Северне Кореје, био је углавном одсутан из јавних и владиних служби све до средине 2000. године. 2010. је почео да се назива "Млади генерал", а до краја 2011. "Поштовани генерал". Као и његов отац, он нема никакву формалну војну обуку или службу. Са смрћу његовог оца, државни медији почели су да га називају "великим насљедником". Он се такођер зове "Драги поштовани"  или "Врховни вођа". Када је још био нови владар, развој сопственог култа личности био је у току, са великим бројем плаката, знакова и друге пропаганде која се постављала широм земље. Новинар из Јапана Асахи Схимбун је рекао да је његов упечатљив изглед у односу на Ким Ил-сунг-a помогао да га учврсти као неспорног владара у умовима људи.
Ким Џонг-ун је трећа генерација династичког вођства породице Ким. Како пише Даили НК, људи који су критиковали сукцесију послани су у кампове за преобразбу или на други начин кажњени, а након периода жалости Ким Јонг-ил, владине власти су почеле да повећавају своје напоре на изградњи идолизације Ким Јонг-ун.
После смрти Ким Џонг-ил-а, председник Председништва је објавио да је "Поштовани друг Ким Ким Јонг-ун наша партија, војска и врховни вођа земље, који наслеђује идеологију великог друга Ким Јонг-ил-а, лидерство, карактер, врлине, храброст".
Убрзо након што је нови вођа дошао на власт, у његову част подигнут је 560 m дугачак пропагандни знак у близини језера у провинцији Риангганг. Знак, наводно видљив из свемира, гласи: "Живео генерал Ким Џонг-ун, сјајно сунце!"
Године 2013. Радничка партија Кореје допунила је Десет принципа за успостављање монолитног идеолошког система, који у пракси служи као примарни правни ауторитет и оквир земље,  захтијевајући "апсолутну послушност" Ким Џонг-ун.
Ујак Ким Јонг-ун-а, Јанг Сунг-таек, погубљен је 12. децембра 2013. Његова смрт је дијелом приписана поткопавању култа личности Кимске породице. Његова смрт је такође виђена као потез Ким Јонг-a kоји је хтио да учврсти свој властити култ.
У 2015. години, на крају званичног трогодишњег периода жалости за смрћу Ким Јонг-ил, Ким Џонг-ун је наредио изградњу нових споменика који ће се градити у свакој покрајини Северне Кореје. Такође је наручено опсежно реновирање Меморијалне палате Кумсусан. Према The Daily Telegraph аналитичари "кажу да ће наредба да се подигне више статуа породици Ким бити велики финансијски терет економији која се већ бори због година хроничног лошег управљања и међународних санкција".
Први споменик који је барем дјелимично посвећен Ким Јонг-уну објављен је у јануару 2017. Градиће се на Мт. Паекту и такође укључује споменике посвећене Ким Ил-сунг и Ким Јонг-ил. Осим тога, за велике градове у свакој покрајини планирају се самостални "мозаични мурали" Ким Џонг-у.

## Остали
Култ личности протеже се и на друге чланове породице Ким, иако у мањој мери.

### Ким Унг-у
Према званичној историји Северне Кореје, Ким Унг-у, прадеда Кима Ил Сунг-а, борио се против америчке шкуне УСС Генерал Шерман у инциденту из 1866. године и био је анти-јапански активиста; Северна Кореја је победила и освојила брод који је сада изложен у музеју. Међутим, ове тврдње остају непоткријепљене и многи повјесничари изван Сјеверне Кореје сумњају у свој легитимитет.

### Канг Пан-сок
Канг Пан-сок био је први члан породице Ким који је имао култ властите личности како би допунио култ њеног сина, од краја 1960-их надаље. Поред музеја и статуе у Цхилголу, њеном родном месту, добила је титулу "Мајка Кореје" и имала је песме и чланке написане у њену част.

### Ким Хионг-јик
Ким Хионг-јик, отац Ким Ил-сунг, поштује се од стране званичних севернокорејских хисториографија јер је био истакнути лидер антиколонијалног корејског покрета за независност. У ствари, званични извори тврде да Ким не само да је водио устанак 1. марта 1919. године, већ и да се то догодило у Пјонгјангу - обоје очигледних измишљотина. Док је у стварности Ким био у једном тренутку кратко задржан због анти-јапанских активности. Већина спољних научника не подржава даље тврдње. У ствари, према биографу Дае-Суку Суху, напори да се опише Ким Хјонг-јик као главна улога у анти-јапанској борби "изгледа да је више усмерен ка унапређењу атрибута Ким [Ил-сунг] као побожног сина." Ова атрибуција је постала важна како се Ким Ил-сунг користио ове приче да помогне његовом успону на власт. Ким Хионг-јик тренутно има музеј и статуу посвећену њему у свом родном граду Бонгхвари.

### Ким Хионг-гвон
Ким Хионг-гвон, Ујак Ким Ил-Сунг и брат Ким Хионг-јика, почаствован је у Северној Кореји као анти-јапански активиста јер се сукобио с локалном полицијом, због чега је ухапшен и касније умро 12. јануара 1936 за време интернирања у Сеулу. У његовој части се налази статуа у Хонгвону, месту где се одржава сукоб.

### Ким Џонг-сук
Ким Џонг Сук (мајка Ким Џонг-ил) описана је као "револуционарни бесмртник" и "анти-јапански ратни херој [који] је подржао оригиналну идеју и политику Ким Ил Сунг и извео истакнуте подвиге у развоју покрета за женску еманципацију у Кореји. Она је типична револуционарна, супруга и мајчинска фигура, а севернокорејско друштво гледа на приче о њој као примјере како живети живот. Иако је била прва дама Демократске Народне Републике Кореје у првој години њеног оснивања 1948. године, умрла је 1949. године, а од 1974. године, заједно са успоном њеног сина Ким Јонг-Ила на позицију насљедника, све више је хваљена и њена достигнућа су се памтила широм нације. У њеном родном граду је у њену част изграђен музеј и статуа, а Ким Сунг-ае названа је "несаломљивом комунистичком револуционарком", тадашњом супругом Ким Ил-сунг, упркос томе што је до тог тренутка била углавном игнорисана. Тако је првобитно била почашћена као герила, али не нужно као мајка или жена. Деведесетих година 20. века, портрет Ким Јонг-сук је чак био додан онима Ким Ил-Сунг и Ким Јонг-Ил, који су били изложени у сваком домаћинству и згради и третирани као свети предмети поштовања и обожавања. Штавише, када се говори о "трима великим генерацијама планине Паекду", светом успаваном вулкану на северној корејској северној граници са Кином, севернокорејци то схватају као Ким Ил Сунг, Ким Џонг Сук и њиховог сина Ким Џонг Ила.
На Међународној изложби пријатељства постоји њена воштана реплика.

## Фамилизам у култу личности
Фамилизам је врста колективизма у коме пририотете имају друштво и породица у односу на потребе појединца. То се у великој мери одвија у Северној Кореји, где је Велики Вођа Ким Ил-Сунг отац, а Радничка партија мајка. Дакле, не само да се од људи очекује да негују своје рођене родитеље и да их третирају са свим поштовањем које се тражи од традиционалне конфучијанске синовске побожности, већ морају да негују и обожавају владајућу Ким породицу и Партију мајке.
Фамилизам у Северној Кореји произлази из комбинације традиционалне источноазијске конфучијанске вриједности синовске побожности, комунистичког система колективизма и култа личности Кима. Као традиционална источноазијска и конфуцијанска вредност, важност породице је почела да одзвања кроз све аспекте живота у Северној Кореји, од политике и економије до образовања, па чак и до међуљудских односа између пријатеља и непријатеља.
Када је Совјетски Савез први пут ушао у Сјеверну Кореју 1945. године да би покренуо своју окупацију, морао је почети скоро од нуле у успостављању комунистичке базе у главном региону Пионгианг. Заправо, совјетске идеологије комунизма и социјализма су вјероватно биле стране Корејанцима Пјонгјанга као и самим Совјетима. Међутим, наглашавајући однос породице и оца и дјетета између Совјетског Савеза и Кореје, а касније између Ким Ил-Сунг и сјевернокорејског народа, Ким не само да је применио западни марксизам на азијску државу, већ и да осигура своје култ личности, стварајући осећај неоспорне лојалности према севернокорејском народу када је Северна Кореја била најрањивија на непожељне западне утицаје.
Међутим, касних шездесетих година након оснивања ЏуЏа као званичне севернокорејске идеологије, кроз култ личности Сјеверна Кореја почела је да се више фокусира на породичну идеологију више на саму севернокорејску нацију, а сам Ким Ил-Сунг поставља се као нови патер фамилиос . [отац, породица, глава]
Култови личности такође промовишу идеју владајуће Кимс као модел породице. У жалости због смрти свог другог сина, Ким Пјонг-Ил 1947. године, Ким Ил-Сунг се вратио на исто место десет година касније са корејским шаманом да изведе ритуале како би "ублажио свој губитак и бол."  био је посебан нагласак на конфуцијанској синовској љубави према његовим родитељима. После њихове смрти Ким је посветио споменике оцу и мајци.
Међутим, биограф Дае-Соок Сух сумња у искреност Кимовог показивања поштовања својих родитеља. Разматрајући Кимово релативно независно детињство, Сух не верује да је Ким показивала посебну љубав према родитељима, што би захтевало одвојене музеје и статуе за сваког од њих. Уместо тога, Сух каже да је "његова сврха, боље речено, самослужнија: напор да се изгради сопствени имиџ као побожни корејски син из револуционарне породице." Јавно приказујући себе као оданог сина који је волио његову мајку и ота, Ким се позиционирао да тражи исту оданост од својих поданика.
Исто тако, у прослави 60. рођендана свога оца, Ким Џонг Ил је за њега произвео три опере, изградња три споменика, укључујући Северну Кореју, Тријумф, за његов 70. рођендан 1982, и на Ким Ил- Сунгова смрт 1994. године, Ким Јонг-Ил је прогласила три године жалости прије него је у потпуности прогласио за новог вођу Северне Кореје.

## Поштовање према значајним члановима породице и мајци Партије
Још један фактор који Северну Кореју чини јединственом је значајан нагласак на мајчинском аспекту лидерства. У политичкој одлуци која се разликује од других социјалистичких режима, почевши од шездесетих година, Северна Кореја је поступно напустила идеју о водству као очинској - као и са Стаљином у Совјетском Савезу или Мао у Кини - и све се више односио на њихове лидере у материнском смислу, упркос чињеници да су скоро све водеће породице и партије, у ствари, мушкарци.

## Споменици, слике и њихова цена
До 1992. године, према Виктору Цха-у, било је готово 40.000 статуа Ким Ил-сунг подигнутих широм земље, а његовом смрћу 1994. године влада је почела подизање 3.200 обелиска, названих Куле вечном животу, у сваком већем граду и мањем граду. Ови обелисци прихватају врлине "Великог маршала" и, као и остали споменици, од грађана (и туриста) се тражи да полажу цвеће и друге знакове поштовања статуама током одређених празника и када их посете. Преглед сателитских снимака из 2018. године открио је постојање мање од 11.200 изван споменика и мурала.
Постоје законски захтеви везани за фотографисање статуа Кимс, укључујући и оне који наводи да посетиоци морају да фотографишу целу статуу, не само главу или било који други део.
Након смрти Ким Јонг-ил, влада је почела да уписује његово име на сваки од обелиска и на његовом имиџу гради нове статуе.
Слике Ким Ил-сунг и Ким Јонг-ил су истакнуте на местима повезаним са јавним превозом, висе на свакој севернокорејској железничкој станици и аеродрому. Свако севернокорејско домаћинство мора имати слику Ким Ил-сунга која виси на зиду. Ништа друго не може да виси на том зиду и да им се дају посебне крпе за свакодневно чишћење слика. Чланови партије у сусједству имају задатак да прегледају куће за прашњавим портретима. Ако се нађе прашина, мора се платити новчана казна, у зависности од дебљине слоја. Портрети се морају висити високо, тако да људи у соби не могу стајати више од њих. Партијски кадрови и војни званичници морају држати три портрета, два портрета покојних лидера и један од Ким Сунг-ове супруге, Ким Јонг-сук. Слике су дозвољене само од стране умјетника одобрених од стране владе на одређеним радионицама Мансудае. Слике које се налазе у новинама или другим публикацијама треба поштовати и не смије се одбацити, омаловажавати или на други начин злоупотребљавати страницу која садржи слику. Они се прикупљају и враћају. Од одраслих Сјеверних Кореја се такође тражи да носе штипаљку за ревер која приказује њихову слику на левој страни, изнад њиховог срца.
Било је спорадичних прича о људима који рискирају своје животе како би спасили портрете од разних катастрофа, забиљежено је само пар случајева. Године 2012, 14-годишња девојчица се утопила док је покушавала да сачува слике из куће своје породице током поплаве. Севернокорејска влада јој је постхумно додијелила награду "Ким Јонг-Ил "дјечија медаља за храброст и њена школа ће бити преименована након ње.
Палата Сунца Кумсусан изграђена је као званична резиденција Ким Ил-сунг 1976. године. После његове смрти претворена је у његов маузолеј (а касније је у њему сахрањен и његов син). Извештава се да је коштала између 100 и 900 милиона долара. Кумсусан је највећи маузолеј посвећен комунистичком вођи.
Укупни процењени трошкови одржавања култа личности увелико варирају између објављених извора. Бела књига Корејског института за међународну економску политику ставила је трошкове на 38,5% буџета Сјеверне Кореје у 2004, што је пораст од 19% у 1990. Међутим, други извори као што су јужнокорејски Цхосун Илбо и британски The Daily Telegraph процјењују да је цијена у 2012. години износила између 40 милиона  и 100 милиона долара. Велики грађевински пројекти за породицу Ким окривљени су за економску кризу у 1980-тим.

## Празници
У 2013. години најављен је нови празник који ће се славити 14. фебруара, којим се обиљежава датум када је Ким Јонг-ил преузео титулу "Генералисимо из Демократске Народне Републике Кореје" . За разлику од прослава које окружују друге важне личности широм света, прославе су обавезне, са бројним планираним догађајима (као што су плесови, спортски догађаји и поворке), а грађани ће постављати дарове цвећа у подножју споменика.  Прослава рођендана за Кимс укључује и емитовање филмова о државним медијима о животима и достигнућима лидера ноћ прије правог одмора. Људима није дозвољено да причају или да заспу док се не заврше емисије.

## Међународни односи
Између 60.000 и 220.000 поклона Ким Ил-сунгу и Ким Јонг-илу од страних лидера, пословних људи и других, смештено је на Међународној изложби пријатељства. Музеј је извор поноса за севернокорејску владу и служи као доказ о величини и популарности њихових вођа. Севернокорејска влада ставља велики нагласак на међународно признање како би легитимирала своју владавину у свијести становништва. Обиласци су организовани у изложбену салу, након чега посетиоци морају да одају почаст поклонима пред сликама Ким Ил-сунг и Ким Јонг-ил, по корејским манирама и традицији.
Бивши диктатор Социјалистичке Републике Румуније, Никола Чаушеско моделирао је свој властити култ личности дјелимично на култ личности Ким Ил-сунг. Када је посетио Северну Кореју 1971. године, био је импресиониран веома личним начином на који је Ким владао Северном Корејом, покренувши јулске тезе када се вратио у Букурешт.

## Историјски значај
Током протеклих пола века, севернокорејски систем је промовисао слику не само Ким Ил-сунг-а, већ и његове породице, као националистичког култа. као јединствено заслужан и квалификован за искључивање свих других потенцијалних подносилаца захтева за вођство промовисањем мита о импресивној породичној лози. Ким Ил-сунг није само подарен и рођен од револуционарних вођа, већ се оженио револуционарним вођом (Ким Јонг-сук) и родио револуционарног вођу (Ким Јонг-ил). Ким Јонг-ил и Ким Јонг-ун у замени њихових очева. Идеја је да докле год његова крвна лоза наставља да влада, праведни и божански дух Ким Ил-Сунг живи у Севернокорејском руководству.